# Alliance des Forces Démocratiques pour la Libération du Congo
Die Allianz Demokratischer Kräfte zur Befreiung Kongos (AFDL) wurde am 18. Oktober 1996 unter der Schirmherrschaft von Ruanda und Uganda als Zweckbündnis zwischen verschiedenen Gegnern Mobutus gegründet, um seine Diktatur zu beenden. Zu deren Mitgliedern zählten: 
- Parti de la révolution populaire (PRP)/Laurent-Désiré Kabila,
- Conseil national de résistance pour la démocratie (CNRD)/André Kissasse,
- Alliance démocratique des peuples (ADP)/Déogratias Bugera,
- Mouvement révolutionnaire du Zaïre (MRZ)/Masasu Nindaga.

Nachdem alle Mitbegründer aus der kongolesischen politischen Szene verschwunden waren, löste Laurent-Désiré Kabila die AFDL auf.